# Eriopygodes grammadora
Eriopygodes grammadora là một loài bướm đêm trong họ Noctuidae.